# 1533年大彗星
1533年大彗星（Great Comet of 1533），正式命名為C/1533 M1，由於該彗星非凡的亮度，它被認為是大彗星之一。

## 觀測史
繼1531年哈雷彗星回歸和去年1532年大彗星（C/1532 R1）出現之後，1533年6月又出現了一顆被稱為「大彗星」的彗星。
韓國編年史報道了1533年6月27日早上（當地時間）人們第一次看到這顆彗星。這顆彗星被描述為白色，彗尾長7-8°。
6月29日上午，德國天文學家阿基里斯·皮爾米尼烏斯·加塞爾（Achilles Pirmin Gasser）在林道觀測到了這顆彗星。中文文獻紀錄7月1日（當地時間）有一顆彗星出現在天空中，尾巴長5° 。
這顆彗星在七月得到了很好的觀察。7月7日，吉羅拉莫·弗拉卡斯托羅（Girolamo Fracastoro）將彗星描述為“比木星大一點，而它的尾巴就像天空中的軍用長矛一樣長”。7月9日，荷蘭天文學家海馬·弗里修斯注意到這顆彗星已經繞極運行，之後在傍晚的天空中也可以看到它。
7月14日，這顆彗星於首次在日本北部被發現。彼得魯斯·阿皮亞努斯從7月18日到25日對其進行了四次觀察，報告指出尾巴長度在7月22日增加到15°，然後逐漸減少。
最後一次觀測彗星是8月26日在韓國、9月16日在中國進行的。
中美洲文獻所暗示阿茲特克人也可能看到過它。喀什米爾還有關於這顆彗星的紀錄。
6月27日，這顆彗星達到0等。